# Litvínov
Litvínov é uma cidade checa localizada na região de Ústí nad Labem, distrito de Most.